# بی‌گناهی (فیلم ۲۰۲۰)
بی‌گناهی (انگلیسی: Innocence; کره‌ای: 결백) یک فیلم سال ۲۰۲۰ کره جنوبی به نویسندگی و کارگردانی پارک سانگ هیون است. در این فیلم شین هه سون، به جونگ-اوک و هو جون هو ایفای نقش کردند و داستان وکیلی را روایت می‌کند که در دادگاه از مادرش برای اتهام به قتل دفاع می‌کند. بی‌گناهی در ۱۰ ژوئن ۲۰۲۰ منتشر شد. این فیلم نقدهای مثبتی از منتقدان دریافت کرد و بازی بازیگران مورد تحسین آنها قرار گرفت.

## بازیگران

### اصلی
- شین هه سون در نقش آن جونگ این
- به جونگ-اوک در نقش چه هوا جا
- هو جون هو در نقش شهردار چو
- هونگ کیونگ در نقش آن جونگ سو